# Luca Antonio Bevilacqua
Luca Antonio Bevilacqua (* 16. Jahrhundert; † unbekannt) war ein italienischer Latinist, Italianist und Lexikograf.

## Leben und Werk
Bevilacqua, über dessen Leben nichts bekannt ist, publizierte 1567 ein erfolgreiches italienisch-lateinisches Wörterbuch, das hohe Übereinstimmung mit dem Wörterbuch gleichen Typus von Filippo Venuti (1562) aufweist.

## Werke
- Vocabulario volgare, et latino, non solamente di tutte le voci italiane, ma ancora de i nomi moderni, & antichi delle prouincie, città, monti, & fuimi di tutte le parti del mondo, tratti da Plinio, Tolomeo, Strabone, & altri buoni scrittori. Con infinite eleganze scielte da Cicerone, poste nel significato del uerbo, dal quale nascono. Vi sono anco i nomi de semplici, de pesci, & d'altre cose notabili, & degne da sapersi, Venedig 1567 (zahlreiche Auflagen bis 1605)